# Stazione di Borgo Revel
La stazione di Borgo Revel è una stazione ferroviaria posta sulla linea Chivasso-Alessandria. Serve il centro abitato di Borgo Revel, frazione del comune di Verolengo.

## Storia
Originariamente semplice fermata, venne spostata di qualche centinaio di metri verso nord e successivamente resa stazione, per spezzare la sezione di blocco conta-assi Verolengo-Crescentino, eccessivamente lunga; l'antico fabbricato viaggiatori della fermata originaria è tuttora presente.